# Station Saint-Laurent-Gainneville
Station Saint-Laurent-Gainneville is een spoorwegstation in de Franse gemeente Saint-Laurent-de-Brèvedent.